# League of Legends
League of Legends (srp. Liga legendi; poznata kao i LoL) je višekorisnička onlajn borbena arena koju je razvila i izdala kompanija Riot Games za Windows (eng. Microsoft Windows) i MacOS. Igra koristi Frimium (eng. Freemium) model i podržana je mikrotransakcijama, inspirisana igrama kao što su Warcraft III: The Frozen Throne i Defense of the Ancients.
U LoL-u, igrači preuzimaju ulogu nevidljivog "prizivača" koji kontroliše "heroja" sa jedinstvenim magijama i bore se protiv tima drugih igrača ili kompjuterski upravljanim herojima. Cilj je obično da se uništi protivnički "Nexus", konstrukcija koja se nalazi u srži baze zaštićena odbrambenim strukturama, iako postoje i drugi režimi igre. Svaki LoL meč je diskretan, gde svi heroji počinju igru poprilično slabi, ali povećavaju snagu tako što stiču stvari i
Iskustvo kroz tok igre. Heroji I svet uklapaju se u razne elemente, uključujući Visoka fantastika (eng. High fantasy), Stimpank (eng. Steampunk), Folklor, i Lovkraftijanski horor (eng. Lovecraftian horror).
LoL je bila generalno dobro prihvaćena igra po njenom izdanju, i od tada je sve više postojala popularnija, sa aktivnom i rastućom bazom igrača. Do jula 2012, LoL je postala najigranija PC igra u Severnoj Americi i Evropi po ukupno odigranim satima. Od januara 2014, preko 67 miliona ljudi je igralo LoL po mesecu, 27 miliona po danu, i preko 7,5 miliona u peak satima. 'Liga' ima najveći otisak ostavljen od svih ostalih igara striming igara na platformama poput YouTube i Twitch.tv;, rutinski završava prva u satima najveće gledanosti. U septembru 2016 kompanija je procenila da ima oko 100 miliona aktivnih igrača svakog meseca. Popularnost je dovela do njene ekspanzije u robu poput igračaka, pribora, odeće i takođe konekcija sa drugim medijima kroz muzičke spotove, web serije, dokumentarce i knjige.
LoL ima aktivnu i prostranu takmičarsku scenu. U Severnoj Americi i Evropi, Riot Games organizuje League Championship Series (LCS), lociran u Los Anđelesu i Berlinu za Evropu, koji se sadrži od 10 profesionalnih timova za svaki kontinent. Slična regionalna takmičenja postoje u Kini (LPL), Južnoj Koreji (LCK), Tajvanu (LMS), Jugoistočnoj Aziji (GPL), i u raznim drugim regionima. Ova regionalna takmičenja dostižu u jednogodišnje Svetsko prvenstvo. Svetsko prvenstvo 2016 je imalo 43 miliona unikatnih gledalaca i nagradni fond od preko 6 miliona dolara.

## Sadržaj igre
LoL je trodimenzionalna, Višekorisnička onlajn borbena arena u trećem licu (MOBA). Igra se sadrži od 3 trenutna moda igranja: Samoners Riftu (eng. Summoner's Rift), Twisted Treeline, and Howling Abyss.Još jedan mod igre, Crystal Scar, je uklonjen. Igrači se takmiče u mečevima, koji traju bilo gde od 20 do 60 minuta. U svakom modu timovi igraju zajedno da postignu pobednički uslov, tipično uništavajući glavnu zgradu (koja se zove Nexus) u neprijateljskoj bazi nakon zaobilaženja linije odbrane defanzivnih struktura zvanih tvrđavama ili kulama.
U svakom modu, igrači kontrolišu likove koji se zovu heroji, izabrani i zaduženi svaki meč, od kojih svaki ima set jedinstvenih sposobnosti koji odlučuju njihov stil igre - jedan pasivan, ili urodjen, sposobnost koja ne može aktivirati i samim tim daje perpetualni bonus ili efekat, tri normalne, ili 'bazične', sposobnosti, i moćan 'ultimejt' koji može biti otključan nakon što lik dobije šesti nivo. Ultimejt sposobnosti su mnogo snažnije od običnih i zato imaju mnogo duže vreme, pre nego što mogu ponovo taj ultimejt da upotrebe(eng. Cooldown). Herojev pun set sposobnosti se naziva njegovom 'opremom'. Korišćenje sposobnosti heroja je ograničeno kuldaunom (eng. Cooldown) i resursima (uobičajeno neka forma mane ili energije). Ako heroju ponestane resursa, ne može bacati te sposobnosti, čak iako nisu na kuldaunu (eng. Cooldown), i moraju čekati da se regenerišu. Neki heroji nemaju resurse, koji su ograničeni samo kuldaunom (eng. Cooldown), dok drugi imaju druge načine da vraćaju svoje resurse. Svaki heroj takođe ima 'auto' ili 'bazični napad' u kom nanose štetu meti u razdaljini jednostavnim desnim klikom, bez ikakve cene - neki heroji se bore prsa u prsa i moraju biti bliže da bi koristili bazični napad, dok su drugi dalekometni, zbog cega su prvi navedeni izdržljiviji. Stopa kojom heroj moze da pravi bazične udare je određena njegovom brzinom napada, osobinom koja može da se popravi kroz oružja. Neki heroji takođe koriste municiju i moraju da je napune nakon što izbace par bazičnih napada. Heroji počinju svaki meč prvim nivoom, nivoom i onda dobijaju iskustva kroz tok meča da dostignu maksimalni nivo 18. Dobijajući nivoe u mečevima dozvoljava herojima da otključaju njihove sposobnosti i da ih pospeše na brojne načine svojstveno sposobnostima svakog heroja. Ako heroj izgubi sve svoje helte, onda su poraženi, i automatski će se ponovo 'roditi' u njihovoj bazi nakon što se tajmer za ponovno oživljavanje završi - tajmer se povećava kroz tok igre. Igrači takođe počinju meč sa malom količinom zlata, i mogu da zarade dodatno zlato na razne načine: ubijajući stvorenja, ubijajući ili pomoći da se ubije neprijateljski heroji, uništavanjem neprijateljskih struktura, pasivno kroz vreme, i kroz jedinstvene interakcije sa oružjem ili sposobnošću heroja. Ovo zlato se može trošiti kroz meč da se kupe oružja koja će da ojačaju sposobnosti heroja i razvitak igre na razne načine. Herojevo iskustvo, stečeno zlato, i kupljena oružja su specifična za svaki meč i ne prenose se na nadstojeće mečeve. Tako da, svi igrači počinju svaki meč na manje ili vise jednakom terenu ko i njihov protivnički tim.
Preko mečeva, heroji stiču nagrade koje se apliciraju na njihov nalog. Igračev nalog počinje sa prvim nivoom i napreduje kroz maksimum 30og nivoa sa iskustvenim poenima koje stiču nakon svakog meča. Kako igrač napreduje on otključava sadržaj koji je inače uskraćen početnicima. To uključuje 'prizivačke čini' - visokog udela, visokog kuldauna (eng. Cooldown) sa specifičnom upotrebom. Svaki heroj može da izabere da se opremi sa 2 do 11 prizivačkih čini pre igre - neke prizavčke čini su zasebne određenim modovima igre, a neki su uklonjeni kroz istoriju igre. Igrači mogu da odrade stranice runa. Rune daju herojima male trajne bonuse i mogu da se steknu kroz trošenje Poenima udela (eng. Influence Points) (IP) koji se dobiju igrajući. IP može da otključa rune i nove heroje. Dodatno, heroji mogu da otključaju majstorstva, koja daju bonuse koji nisu nužno povezana atributima heroja, kao što je slučaj sa runama. Neka majstorstva, zvana 'kistouns'(eng. Keystones), su mnogo moćnija od drugih i može se uzeti samo jedna po igri, sa određenim herojima koji imaju veću sinergiju sa njom. Nivo igrača je zaseban od nivoa lika, i nivo trideset nalog i nivo pet nalog počinju nivoom jedan od početka igre.
Nalozima je dat rang zasnovan Elo sistemom rangiranja, sa malim prepravkama. Ovi rangovi su korišćeni u automatizovanom pronalaženju mečeva da naprave igre sa igračima slične veštine.

### Mape Igre
LoL se sadrži od tri glavne mape, ili "Polja Pravde". Svaki ima drugačiji teren, objektive i uslove pobede, kao i drugačije prizivačke moći/čini i oružja. Kao četvrta mapa, Crystal Scar je otkazana.

#### Summoner's Rift
Samoner Rift (eng. Summoner's Rift) je najpopularnija mapa u LoLu. Na ovom tipu mape, dva tima od pet igrača uništavaju protivničku zgradu zvanu Nexus koju štiti protivnički tim i defanzivne strukture. Jedan nexus je smešten u svakoj protivničkoj bazi na suprotnim stranama mape, u donjem levom ćošku I gornjem desnom ćošku. Ove strukture stalno prave slabe likove koje ne kontrolišu igrači koji se zovu podanici, koji idu unapred do neprijateljske baze kroz tri puta: gornji (top), srednji (mid), i donji (bot) put. Igrači se takmiče da guraju ove podanika u neprijateljsku bazu, sto im dozvoljava da unište protivničke strukture i da na kraju dobiju partiju. Između tih puteva su neutralna područja mape koja se zove 'Šuma' (eng. Jungle), postavljena u četiri kvadranta. Posebno opasna čudovišta naseljavaju šumu i daju bonuse onima ko ih ubije. Šuma je takođe kuca tri vrste biljaka koje potpomažu herojima na različite načine. Plitka reka deli mapu između dva tima, ali ne uskraćuje kretanje heroja, svi heroji mogu da prođu kroz nju ništa različito od običnog terena.
Svaki tim želi da odbrani njihove strukture i uništi protivničke strukture. One se sastoje od:
- Kula - Svaki put je zaštićen moćnom defanzivnom strukturom. Kula nanosi izuzetno visoku štetu i napašće protivničke podanike i igrače koji joj priđu. Kule prioritizuju neprijateljske podanike u njenoj blizini, ali će napasti igrača odma ako napadnu njene saigrače. Tako da, gurajući talase podanika u domet kule, heroj može da radi štetu strukturi a da ne bude napadnut. Kad je kula uništena, daje zlato i iskustvo. Kule koje su uništene su uništena trajno do kraja meča i neće se ponovo stvoriti. Neke kule, u zavisnosti od lokacije, će regenerisati živote kroz vreme ako su oštećene al ne uništene.
- Inhibitor - Svaki put sadrži jedan inhibitor(sprečivač). Inhibitor može biti napadnut nakon što je tim uništio tri kule koje štite jedan put. Uništavajući inhibitor će omogućiti savezničkom Nexusu da proizvodi super podanike, jače podanike koji daju bafove podanicima u okruženju i koji su veoma teški da se ubiju. Ako se unište Inhibitori mogu se ponovo stvoriti posle 5 minuta.
- Nexus - Svaki tim ima Nexus koji se može oštetiti nakon što su sve kule u tom putu uništene i ako je inhibitor uništen. Uništavanjem Nexus-a se završava igra.

Neki objektivi su neutralni, značeći da neće napasti heroje koji prolaze pored njih ali heroji mogu da izaberu da se bore sa njima ako žele da dobiju nagradu za cenu borbe. Oni sadrže:
- Monstrumi iz šume – neutralna čudovišta koja se rađaju na raznim intervalima u šumi, i daju igraču zlato, iskustvo i ponekad nagrade za to što ih ubiju. Oni su najčešći neutralni objektivi, i dolaze u raznim varijacijama. Jedna prizivačka magija, koja se zove Smite, dozvoljava nosiocu da momentalno odradi veliku količinu istinite štete podaniku ili čudovištu na meti, i zbog toga je veoma korisna za osiguravanje ubijanja neutralnih čudovišta. Dva od najviše branjenih/napadnutih neutralnih čudovišta su Crveni Baf (eng. Buff) i Plavi Baf (eng. Buff), heroj koji je ubio ove bafove dobija taj baf. Ovo se može desiti bilo koji broj puta, dok baf (eng. Buff) ne istekne.
- Elementalni zmaj (Stari Zmaj) - Elemtalni zmajevi su moćna čudovišta na donjoj strani reke. Svi članovi tima koji ubiju zmaja dobijaju bafove koji traju kroz čitav tok igre i kulmunativno skaliraju kroz igru. Ovi bafovi se razlikuju po tipu zmaja koji je ubije. Nasumični elementalni zmaj će se ponovo 'roditi' šest minuta nakon prethodnog ubijenog. . Elder (Stari) Zmaj se pojavljuje nakon 35-og minuta. Kad se ubije, daje jači baf od elementalnog zmaja (i povećava bafove dobijene od elementalnog zmaja), ali prestaje posle izvesnog vremena za razliku od elementalnih bafova. Zmajevi dolaze u četiri oblika(elemenata), sa svakim zmajem koji daju tematski prikladan baf timu koji ga ubije.
- Rift Herald - Rift Herald je moćni neprijatelj lociran u gornjem delu reke i okupira isti prostor kao i Baron Nashor. Ubijajući Rift Herlada dobija se baf koji se može podići od strane tima koji ga ubio i koji traje 4 minuta i koji takođe okupira prostor za trinket igrača. Aktiviranjem trinketa priziva se Rift Herald koji će napadati minione i kule na putu na kome je prizvan. Rift Herald nestaje sa mape oko 19:45 minuta igre ili 19:55 ako je u toku borbe i na njegovo mesto dolazi Baron Nashor.
- Baron Nashor - Baron je najjače neutralno čudovište, nalazi se na gornjem delu reke, stvoriće se nakon 20-og minuta, menjajući mesto Rift Heraldu. Svi živi igrači koji ubiju Barona dobijaju baf koji daje masivno pojačane borbene atribute, i kraće vreme povratka u bazu(recall), i prouzrokuje okružujuće podanike da postanu moćniji. Baron će se ponovo stvoriti 7 minuta nakon što je ubijen.

Mnogi od detalja su se promenili kroz vreme; Liga nije statična igra,, sa mehanikama koje se i uvode i uklanjaju od lansiranja u 2009-oj. Na primer, Rift Herald je dodat tek u 2016-oj godini; Zmajevi su davali zlato umesto bafova od 2009—2014,, i zmajevi su postali Elemntalni u 2016-oj, čudovišta u šumi su bila dodata i modifikovana: količina vremena koja je bila potrebna da se ponovo stvore inhibitori je bila 4 umesto 5 minuta; Baron je davao jači baf atributima heroja ali ne baf podanicima od 2009—2014; i tako dalje.

#### Twisted Treeline
U Twisted Treeline, dva tima igrača se takmiče da unište protivnički Nexus zaštićen protivničkim kulama. Konceptualno je slično Samoner Riftu (eng. Summoner's Rift), ali manji da bi bio shodan 3v3 mapi umesto 5v5. Umesto tri putanje i tri inhibitora ima 2 putanje i 2 inhibitora, sa šumom između. Ostale razlike su to što imaju dva "Altars", kontrola ovih "Altara" daje okupacionom timu različite bonuse i menjanjem Barona sa Vilamaw-om, ogromnim arahnoidnim božanstvom. Živi igrači tima koji ubiju Vilemaw-a dobijaju privremeni bonus, slično ubijanju Nashor-a.

#### Howling Abyss
Howling Abyss se koristi za "ARAM" (All Random All Mid) mečeve, i 5v5 tipa je. Razlika izmedju Abyss-a i drugih mapa je što postoji samo jedan uzak put sa kulama i inhibitorom i nema neutralne šume. Tako da umesto brzih borbi i skrivenih pokreta, Abyss se fokusira ekskluzivno na velike timske bitke u jednom jedinom srednjem putu. Igrači ne mogu da se vrate u njihove baze da povrate živote ili manu ili kupuju stvari dok nisu ubijeni. Aram je pokrenut kao zvanični mod u Septembru 2013.

#### Crystal Scar
Crystal scar je korišćen za Dominion mod, prekinut format igre gde se timovi od pet igrača takmiče da uhvate kontrolne poene i da drže te poene na što duži mogući period. Mapa se sadrži od kruga sa 5 kontrolnih poena. Svaki tim kontroliše bazu koja se zove fontana, locirana na donjem levom i gornjem desnom uglu mape. Svaki tim dobija poene hvatajući i držeći više objektiva od protivničkog tima kroz vreme, sto je dalje smanjeno od protivničkog života tima ukupno. Ovi poeni imaju otkucaj od inicijalnog skora od 200. Prvi tim koji smanje skor do 0 poena dobiju pobedu. Dominion je lansiran Septembra 26, 2011 i penzionisan je February 22, 2016, iako je Crystal Scar korišćen za druge rotirajući formate poput Ascensiona-a.

### Tipovi Igre
LoL uključuje nekolicinu tipova igre koji igrači mogu izabrati.
- Tutorial je prvi tip igre omogućen novim igračima. Tutorial je igran na Howling Abyss i namenjen je da nauči nove igrače pravila i sadržajem igre u Ligi.
- Co-op Vs. All je omogućen novim igračima nakon završetka Tutoriala. Igra se na Samoner Riftu (eng. Summoner's Rift), Twisted Treeline i (prethodno) na Crystal Scaru,, i stavlja igrače u borbu sa ljudskim saigračima protiv AI kompjuterski kontrolisanih protivnika.
- Normal Mečmejking (eng. Matchmaking) je automatizovan sistem pravljenja mečeva da upari timove slično veštih igrača da igraju jedno protiv drugih.
- Ranked Mečmejking (eng. Matchmaking) je omogućen igračima nakon što dostignu trideseti nivo. Koristi sličan sistem kao Normal Mečmejking (eng. Matchmaking), međutim, unapred napravljeni timovi moraju biti sličnog ELO-a, da ekspert igrači i slabi igrači ne mogu da igraju zajedno u Rankedu. Nakon igranja 10 ili više Ranked igri, nalog dobija javni "rang" koji je otprilike u korelaciji sa ELO ranking-om.
- Custom Games dozvoljava igračima da napravi bilo koju mapu sa bilo kojom kombinacijom AI saigrača i protivnika.

LoL takođe uključuje tri načina timova koji mogu da izaberu heroja za meč za dat meč.
- Blind Pick dozvoljava dva tima da izaberu njihove heroja u isto vreme. Igrači saznaju sta su protivnici izabrali tek nakon što meč počne. Dostupan je na Samoner Riftu (eng. Summoner's Rift), Twisted Treeline i Crystal Scar za Normal Mečmejking (eng. Matchmaking) i Co-oop vs AI, i za sve modove u proizvoljnim igrama.
- Draft Pick dozvoljava svakom timu da zabrani tri heroja za svaki tim (a šest banovanih heroja ukupno). Timovi onda potežno biraju heroja dok mogu da vide šta bira protivnički tim. Dostupan je na Samoners Riftu (eng. Summoner's Rift) za mathcmaking igre i za sve modove u proizvoljnim igrama.
- Random Pick nasumično dodeljuje heroja svakom igraču. Igrači stiču mogućnost ponovnog izvlačenja igrajući više mečeva, što znači da mogu opet nasumično izabrati heroja za dat meč. Omogućen je na Howling Abyss za ARAM (All Random All Mid) igru, i za sve modove u proizvoljnim igrama.

### Tipovi heroja
Trenutno ima 167 heroja u LoLu od 20 novembra 2023. Liga deli svoje heroje na razne načine (takođe, heroji mogu biti nadograđeni po volji kupovinom stvari i uređivanje mastery-a pre igre). Najprimetnija razlika jeste u tipu štete koji heroj nanosi, neki nanose fizičku štetu koji se odupire armor statistikom dok drugi nanose magičnu štetu koja se odupire medžik rezist (eng. Magic Resist) statistikom. Neki heroji, koji se zovu 'hibridima', i mogu da izaberu koju će statistiku da pospeše ili da nađu balans između njih dve, otežavajući drugim herojima da kupuju stvari sa statistikama protiv njih; Neke retke magije nanose 'true' štetu koja se ne može ublažiti ni sa armorom ni sa medžik rezistom (eng. Magic Resist). Riot Games je klasifikovao sve heroje u 6 tipova da bi pomogli početnicima; svaka klasa je podeljena u 2 ili 3 podklase zbog razlikovanja. Neki heroji se ne uklapaju savršeno u njihovu proklamovanu klasu. Zvanične Riot klasifikacije su sledeće:
- Marksman: Marksmen, takođe poznat kao "AD (attack damage) Keriji", je dalekometni heroj koji nanosi fizičku štetu. Ovi heroji uobičajeno imaju visok DPS (Šteta u sekundi) u odnosu na brst (eng. Burst) (velika šteta u kratkom vremenskom periodu), oni se fokusiraju na postepeni dugoročnu štetu kroz njihove bazične napade, i uobičajeno su najbolja uloga za uzimanje objektiva poput neprijateljskih kula i elementalnih zmajeva, takođe i za ubijanje Tenkova. Obično imaju slabu odbranu i lako ih ubiti kad budu uhvaćeni - što ih dovodi do toga da budu nazvani 'skvišijima'(lake za ubiti) (eng. Squishy). Neki AD-ovi se oslanjaju pretežno na bazične napade dok drugi igraju poput mejdzeva i koriste svoje magije u borbi takođe. Primeri Marksmena su Ashe, Caitlyn, Jinx, and Jhin.[26] Trenutno postoje 18 pravih ADC-ja, mada drugi heroji su takođe dobri u DPSu poput nekih Boraca I Mejdzeva koji mogu da mimikuju ADC-ja.
- Mejdz (eng. Mage): Mejdzeva, poznati kao "AP (eng. ability power) Keriji", su heroji sa moćnim medzik (eng. Magic) štetom i ’crowd’ kontrolnim magijama, ali imaju slabe odbrambene statistike i slabu mobilnost. Mejdzovi su podeljeni u tri glavne grupe po njihovim borbenim šablonima - Burst Mejdzevi, poput Veigara i Syndre, oni su specijalizovani za ubijanje izolovane mete u kratkom vremenskom periodu, ali obično imaju lošu suzdžrivu štetu i efektovano područje (area of effect) štete; Borbeni Mejdzevi, poput Vladimira i Karthusa, koji imaju ogroman AOE štetom i ne plaše se da priđu blizu za razliku od drugih mejdzeva; i Artiljerni Mejdzevi, poput Ziggsa and Vel'Koza, koji često imaju najveći domet i štetom ali su često lakši za ubiti da bi se kompenzovalo, oslanjajući se na zaštitu njihovog tima da bi namestili kill-ove. Trenutno postoje 29 pravih Mejdz heroja, iako druge klase poput Kontrolera i Marksmena koji se oslanjaju pretežno na njihove magije ponekad budu kategorizovani kao magovi.[27]
- Ubica (eng. Slayer): Heroj koji specijalizuje u ubijanju jednog ili dva heroja što brže moguće, uobičajeno u borbi prsa u prsa.[28] Slayer-i imaju tendenciju da napadaju neprijateljske AD-ove i AP-ove i ostale slabašne heroje, ali oni takođe lako umiru ako budu uhvaćeni, i oslanjaju se na njihovu potentnu mobilnost da biraju svoje borbe. Slayeri se dele u dve podgrupe: Assassins, poput Zeda, Fizza, i LeBlanc, koji imaju najveću mobilnost i brst (eng. Burst) šteta da brzo ubiju metu i pobegnu, ali nemaju suzdržanu štetu; i Skirmishers, poput Yasuo, Riven, i Fiora, koji imaju ograničenu ili situacionu mobilnost u zameni za bolje defanzivne alate i više suzdrživu štetu. Trenutno ima 18 pravih Slayer heroja, ali bilo koji heroj koji može da ubije metu brzo i sigurno se ponekad kategorizuje kao takav takođe.[27]
- Tenk: Heroji koji su posebno teški za ubiti i upijaju štetu za njihov tim. U zamenu za to obično nanose manju štetu, oslanjajući se na njihovu urođenu otpornost i CC magije da dobiju bitke. Tenkovi su podeljeni u dve glavne podgrupe zasnovane po njihovom cilju - Wardens poput Tahm Kench, Poppy, i Braum preferiraju da štite svoje sabornike u opasnosti, dok Vanguards poput Malphite, Sejuani, i Zaca imaju sposobnosti inicijacije velikog uticaja koje mogu da utiču na više neprijatelja u isto vreme. Linija između Vanguarda i Wardena nije tako izražena kao sa drugim klasama, jer tenkov glavni cilj je da štiti njegov tim i da ometa neprijatelju bez obzira kojoj grupi pripada. Trenutno postoje 22 prava tenk heroja, iako poneki Borci i Kontroleri mogu da se odluče za tank item-e i da prisvoje ime te klase ako je to potrebno.[29]
- Borci (eng. Fighter): Heroji koji usklađuju atribute štete na nosioca i tenkova, mešajući umerenu preživljivost sa štetom, ali nikad ne nadmaše nijednog u njihovoj kategoriji. Trenutno imaju dve vrste fajtera (boraca) - Dzagernauti (eng. Juggernauts), poput Dariusa, Illaoi, i Garena, ko ima više ekstremne melee izdržljivosti i šteta ali je uskraćen malim dometom, mobilnošću i CC-om, i Divers, borci koji se ističu u izolovanju mete i forsiranju borbe sa njim zahvaljući njihovom potentnom mobilnošću i štetom, mada nisu durabilni toliko da kompenzuju. Trenutno ima 27 boraca, ali mnogi heroji sa suzdrživom štetom poput borbenih mejdzeva i neki tenkovi mogu biti klasifikovani kao borci takođe.[27]
- Kontroler (eng. Controller): Heroji čije magije dozvoljavaju njima da štite saborce i ometaju neprijatelje, generalno oslovljavanim kao defanzivnim kasterima za razliku od njihovih srodnika mejdževa ofanzivnih kastera. Od kontrolera nije očekivano da budu šteta pretnje iako to mogu biti, umesto toga oni nude unikatne alate njihovim saborcima. Kontroleri su podeljeni u dve glavne grupe - Enchanters, poput Lulu, Bard, i Soraka, koji su mnogo više defanzivni po prirodi i fokusiraju se pojačavanju saborca kroz lečenje, štitove, i bafove da zaštite i pojačaju njihove borbene sposobnosti, i Disruptors poput Zyre, Anivie, i Taliyah koji odstupaju od defanzivnih bafova za više štete zasnovanim na magijama i crowd control efekta. Disruptori imaju izražene sličnosti sa magovima i univerzalno se tretiraju kao takvi, ali njihova izraženost u ometanju/prekidanju umesto nanošenju sirove štete ih razlikuje. Trenutno ima 16 Kontrolera, mada dosta njih mogu da se smatraju drugim klasama, poput mejdzeva i Wardena.[29]

Postoji 7 heroja (Cho'Gath, Fiddlesticks, Singed, Urgot, Kennen, Gnar, and Blitzcrank) koji nužno ne spadaju u bilo koju klasu zahvaljući njihovom zasebnom stilu igre, ali svaki pokazuje karakteristike nekih klasa više od drugih. Fiddlesticks na primer, je strašilo čije magije često zahtevaju od njega da stoji u mestu i da napadne iz zasede, što kroji mesto za jedinstven stil igre koji je totalno drugačiji od drugih šteta nanosećih klasa. Gnar je malo praistorijsko biće koje se bori sa bumerangom iz daljine kao Marksman, ali možda da se transformiše u Mega Gnara, ogromno čudovite sa velikim štetama u borbi prsa u prsa i ogromnim CC-om - spojeni Vanguardi i Džagernauti (eng. Juggernauts).
Izbor stvari može da utiče na klasu heroja. Na primer, ako heroj Jarvan IV kupuju samo šteta stvari (eng. Item), on funkcioniše poput Assassin-a, može da ubije neprijatelje brzo ali umire brzo i on sam. Ako Jarvan kupuje samo defanzive stvari, on će postati Vanguard fokusiran na inicijaciju. Negde između on je Dajver (eng. Diver). U istom smislu heroji poput Morgane, Annie i Karme mogu da grade set item-a koji su fokusirani na štetu kao mejdz, ili set item-a fokusiran na disrupt i podršku saborcima kao Controller. Mnogi heroji su miks i uklapaju se u dve klase istovremeno, što im daje vecu fleksibilnost ali manju potentnost u svakoj. Na primer, heroj Tahm Kench je tipično klasifikovan kao Warden zbog njegove sposobnosti da štiti saborce gutajući ih i repozicionirajući ih kad ih ispljune, ali njegova ekstremna izdržljivost i jak melee štetom mu omogućava da se igra kao Dzagernauti (eng. Juggernauts) ako kupuje takve stvari.
Klasa heroja generalno odlučuje na kom delu mape će heroj da bude, ovo se oslovljava kao njegova 'uloga'. Marksman obično ide na donju liniju sa kontrolerom ili tenkom koji se zove support, koji može da ih štiti od štete u ranijim nivoima dok AD stiče zlato i iskustvo kroz ubijanje podanika. Od support-a se takođe očekuje da kupuje ward-ove (predmet koji daje vidljivost delu mape), tako da saborci ne budu napadnuti iz zasede i da mogu da vide više mape – od supporta se takođe očekuje da uništava neprijateljske ward-ove. Mejdz, Disruptor ili Assassin obično idu na srednju liniju koja je najkraća i najcentralizovanija i samim tim najdinamičnija - mid-lane heroji obično završe sa najviše ubistava i prave veliku količinu uticaja kroz tok igre. Gornja linija je najizolovanija od ostatka mape, tako da Tank ili Fighter obično idu na nju, jer su te klase najviše samoizdržive i mogu da se prilagode raznim situacijama. Ovo je dovelo do toga da gornja linija bude kolokvijalno oslovljavana od strane igrača ‘ostrvom’. Uloga gornje linije jeste da gura liniju brzo gurajući njihove podanike i da ne obraća previše pažnje na ostale linije, iako ovo nije uvek slučaj. Između svake linije nalazi se šuma, dom raznim strašnim čudovištima koja su teška za ubiti, pogotovo u ranijem periodu igre. Svaki tim imam svog Jungler-a, heroja koji ne ide na liniju nego ide u šumu, ovi heroji obično imaju načine da se izleče ili zaštite da bi mogli da se izbore sa čudovištima iz šume, ili da makar imaju sposobnost da čiste čudovišta brzo. Posao Jungler-a jeste da osigura objektive i da se postara da njihov tim uživa u nagradama jakih čudovišta poput elementalnih zmajeva i Barona. Jungler će povremeno posetiti liniju da proba da gankuje tuđeg lejnera, radeći sa saigračem u 1v2 scenariju. Jungler nije zacrtan u bilo koju zasebnu klasu, ali uobičajeni magovi kontroleri i marksmani su loši jungleri. Uspeh junglera je zasnovan na tome da li može da čisti kampove brzo i da li ima potentne gank-ove. Jungler je u širem krugu shvaćen kao najbitnija uloga pored ADC-a zahvaljujući važnosti hvatanja objektiva.

### Specijalni modovi igre
Riot Games, počevši u 2013-oj, je izdao mnoštvo specijalnih vremenski ograničenih modova igre. Ovi specijalni modovi bi uobičajeno bili dostupni na nedelju ili dve i onda odloženi. U 2016-oj Riot je objavio da će "Rotating Games Mode" biti događaj koji će se ponovo vratiti, tako da će svaki vikend mod ponovo biti objavljen. Trenutni modovi igre u rotaciji su sledeći:
- Ascension, 5v5 mod u kom se heroji bore na modifikovanom Crystal Scaru. U sredini stoji heroj Xerath (zlonameran i moćan mag) koji može biti privremeno ubijen da bi uzdigo onog koji ga ubije, davajući mu povećanu veličinu i statistiku. Timovi dobijaju poene tako što uzdižu svoje heroje, prave ubistva i skupljaju relikvije. Prvi tim koji skupi 200 poena dobija igru.
- Hexakill, 6v6 mod na Twisted Treelineu. Zato što je Twisted Treeline 3v3 mode, udvostručen broj heroja dodaje brzotoknu i haotičnu igru.
- One For All, 5v5 mod na Samoners Riftu (eng. Summoner's Rift) gde svaki tim može da izabere samo jednog heroja, svi igrači u istom timu igraju istog heroja. Ovo dovodi do jedinstvenog sadržaja igre, koje ne može biti replikovana bilo gde drugde, igra gde jedan heroj koji mora da igra u sinergiji sa ostala 4 heroja koja su identična njemu proizvodi bizarne rezultate. Osim toga, sva pravila 5v5 Samoner Rift (eng. Summoner Rift) moda i dalje budu prisutna.
- Nemesis Draft, je 5v5 mod na Samoner Riftu (eng. Summoner Rift) gde dva tima biraju heroje umesto njihovih protivnika. Ovo dovodi do nekonvencionalnih i neefikasnih kompozicija timova koji moraju sarađuju da bi uspeli. Osim toga, sva pravila normalnog 5v5 Samoner Rifta (eng. Summoner Rift) važe.
- Nexus Siege, je 5v5 mod na Samoner Riftu (eng. Summoner Rift), koji je bio presečen na pola kod reke (samo jedna baza je otvorena za napad). Svaki tim uzima potez u napadu i odbrani baze, sa timom koji uništi nexus najbrže kao pobednikom. U zavisnosti da li jedna strana napada ili brani, tim dobija pristup moćnom oružju za rušenje baze i nadogradnjama za odbrane kula koji mogu da promene tok borbe jedinstveno samo ovom modu.
- Legend of the Poro King, je 5v5 mod na Howling Abyss. Za razliku od ARAM-a, igračima je omogućeno da izaberu svoje heroje, ali su ograničeni izborom samo 2 Samoner (eng. Summoner) spell-a: Poro Toss i To the King! Poro Toss omogućava herojima da bace malo snežno biće koje se zove poro u liniji, nanoseći štetu prvom liku koji bude udaren. Kad tim uspešno baci 10 Poro-a neprijateljskom timu, oživljavaju Poro King-a (poro kralja) masivno biće koje im pomaze da guraju liniju. Poro King ima svoje sposobnosti i moze biti nahranjen raznim Poro-poslasticama da bi dobio nove. Pored toga, jedini cilj je uništiti neprijateljski Nexus.
- Doom Bots of Doom, mod na Samoners Riftu (eng. Summoner's Rift). Pet igrača igraju protiv pet CPU (computer programmed units) protivnika, koji igraju kao znatno pojačane verzije određenih heroja. Magije CPUs 'heroja' su znatno pojačane i mnogo je teže igrati oko i protiv njih, praveći ovaj mod da bude izazov čak i za dobre igrače. Posle 15 minuta, 'The Evil Overlord of the Doom Bots' (ogroman Teemo, heroj koji se u šali naziva Satanom zbog frustrirajućih magija koje poseduje, obučen kao đavo) se pojavljuje i napraviće poslednji trud da uništi neprijateljsku bazu. Ako prežive Doom Botov-e i njihovog Overlord-a, onda tim dobija.
- Hunt of the Blood Moon je 5v5 mod na Samoners Riftu (eng. Summoner's Rift). Igraču su ograničeni u izboru heroja na 20 Slayer i Fighter tip heroja. Igrači počinju od trećeg nivoa i dobijaju povećavajuće zlato i iskustvo tokom vremena, većom stopom od normalnih modova. Heroji dodatno dobijaju razne bonuse da ih podstaknu za borbu, poput povećane brzine pokreta i manjih kuldauna (eng. Cooldown) za njihove ultimejt i samoner (eng. Summoner) magije, i mogu da kupuju samo ofanzivne stvari. Podanici se ne pojavljuju i kule će periodično da nestaju da bi podstakle borbu. Heroji dobijaju poene ubijajući heroje i Duhove Krvavog Meseca, koji lutaju po neprijateljskoj šumi. Demon Heraldi će takođe periodično da se pojavljuju koji daju veliku količinu poena, Ako heroj dobije 3 ubistva za redom, dobijaju specijalan baf koji ih leči, daje im nevidljivost i bonus true šteta na njihovom sledećem bazičnom napadu. Tim koji prvi dobije 350 poena pobeđuje.

Specijalni modovi igre koji se ne vide u rotaciju su Black Market Brawlers (5v5 mod na Samoners Riftu sa unikatnim itemima i specijalnim podanicima) i Definitely Not Dominion (privremeni povratak Dominion moda na Crystal Scaru).
Ultra Rapid Fire (URF) mod je originalno bio deo prvo Aprilske šale u 2014-oj godini, ali se pokazao kao toliko popularan da je postao deo rotacije; u URFu, herojske magije nemaju cenu i njihovi kuldauni (eng. Cooldown) su smanjeni za 80%, što je duplo od granice koja se može postići uz item-e/rune/mastery-e u normalnoj igri. Dodatno, heroji imaju povećanu brzinu kretanja, brži pasivni gold dobitak, i povećanu brzinu napada. Zato što neki heroji više imaju benefita od ovih izmena ovaj mod nije toliko viđen u rotaciji, jer je težak za balansiranje.

## Poslovni Model
LoL je fondiran kroz mikrotranzakcije koristeći Riot Poene (RP), valuta u igri koja se može kupiti kroz prodavnicu u klijentu. RP može da se koristi da bi se kupili heroji, skinovi za heroje, skinovi za ward-ove, samoner (eng. Summoner) ikonice, i određene multi-game boostove. Alternativno, igrači dobijaju Influence Points (IP)(poene uticaja), sekundarna valuta koja se stiče kroz igranje mečeva. IP može da se koristi da bi se kupili svi in-game stvari osim skinova koji kozmetički menjaju izgled heroja. Konverzno, RP se može koristiti da bi se kupili sve in-game stvari osim runa, koje pojačavaju heroje u mečevima, i one se mogu kupiti samo sa IP-om, ali dodatne "rune strane" se mogu kupiti RP-om. LoL je besplatan za igru i sve in-gejm kupovine koje imaju dejstvo na igru se mogu kupiti kroz igranje igre sa IP-om.

## Mesto Smeštaja i Znanje
LoL se nalazi u fiktivnom svetu Runeterra. U Runeterra, heroji u LoLu su kolekcija heroja i zlikovaca koji imaju različitih priča iza sebe, često vezane sa političkim borbama različitih država u glavnom kontinentu Valoranu. Dodatno, neki heroji su ekstraplanarni i dolaze iz drugih svetova, i posećuju Runeterra iz sopstvenih svrha. Ovi heroji ponekad dolaze u sukob jedni sa drugim, grubo reflektovano u stilu igre.
Smeštaj je prošao kroz dve faze: 'Originalni smeštaj' (smeštaj igre) koji je bio prisutan od 2009 do 2014, i ’rebooted setting’ od 2014. Originalni smeštaj igre je bio fokusran na opravdavanju tačne mehanike igre u Runeterr-i. MOBA prethodnik u Ligi, Defense of the Ancients, sadržala je dve sukobljene strane sa dve zasebne postave heroja, međutim, u Ligi, bilo koja kombinacija heroja je dozvoljena da napravi tim. Da bi objasnili ovo, u originalnom smeštaju, Valoran je funkcionalno bio vladan od strane moćnih vremenskih Mejdzeva koji bi mogli da zastraše druge nacije u saglasnosti sa njihovim željama. Oni su napravili "Institut Rata", takođe poznat kao "LoL", da bi razrešili nesuglasice i da bi oponašali nešto poput internacionalne sportske lige. U ovim nesuglasicama, "Samoners" (eng. Summoner's) (igrači igre) mogli bi da kontrolišu bilo koje od Runatera (eng. Runeterra's) najjačih heroja ili zlikovaca u njihovim pohodima, tako opravdavajući zašto tim od 5 karaktera koji mrze jedni druge može biti oformljen. Takođe, ovi vremenski Mejdzevi bi oslabili heroja na prvi nivo pre svakog meča da bi napravili ’fer’ igru; priče nekih heroja su čak uključivale da su njihove moći bile eksplicitno zaključane od strane Instituta Rata, jer bi bili previše moćni u suprotnom, poput poluboginje Kayle i Morgane. Ovo je objasnilo zašto karakteri mogu učestvovati u mnoštvo mečeva i da moraju da ponovo uče sposobnosti iz početka. Posle meča "Presuda" bi ponekad bila dodeljena, gde bi pobednički Samoneri (eng. Summoner's) mogli da daju zemlju i privilegije onima koje podržavaju.
Naracioni tim Riot-a je eventualno odlučio da je ovaj setup previše ograničavajući, i "osvežio" (srp. Reboot) je priču iza LoLa u 2014. . U suštini, originalna priča je davala previše značaja bezličnim igračima Samonerima (eng. Summoner's) i Vremenskim Mejdzevima instituta rata; "ideja svemoćnih Samonera je pravila heroja u ništa više nego lutke kontrolisana nadljudskim moćima." Kakve god interesantne heroje da je naracioni tim napravio bili bi smatrani sekundarnim, više kao slugama Samonerima, u nemogućnosti da utiču na svoju sudbinu. Za mnoge heroje nije bilo previše smisla da učestvuju u Institutu, kao što je serijski ubica vatreni duh Brand ili void čudovište Rek'Sai. Riot je hteo da heroji zauzmu mesto u centru bine i da imaju zasebne priče, da strepe ka svojim ciljevima. Na primer, Riot je od tada izbacio spletku o izgubljenoj imperiji u pustinji Shurime i rasplet o sudaru između pirata Gangplank-a i lovca na pirate Miss Fortune u gradu Bilgewater-a, gde su bila vođena herojima LoLa, ne Samonerima. Riot je uporedio ovaj stil naracija likovima iz stripova klasične literature gde interesantni likovi mogu da imaju mnoge avanture kroz vreme i koji ne moraju nužno da imaju smisla u kontinuitetu. Sporedni efekat ovoga jeste da igrica i priča nisu kopija jedna druge.
Svet Runeterra sastoji se od brojnih država i gradova uhvaćenih u košcu rivalnosti, savezništva, i konflikta. Dva najveća i najmoćnija entiteta su države Damacije i Noxusa, koji su ratovali u prošlosti, i trenutno su u stanju nalik hladnog rata, gde pokušavaju da podriju diskretno jedna drugu. Heroji Damacije vrednuju sebe po temama kavaljerstva i časti, dok Noxijanci uzimaju ponos u podlosti, strategiji i nemilosrdnosti. Piltover i Zaun su gradska država na prestonici tehnologije; Piltover, poštovani deo grada, ima "steampunk" stil, dok Zaun, zanemareno podzemlje grada, ima mračniju viziju tehnologije, gde stupaju u etnički kontroverzne istraživačke pohode. Freljord je ledeni domen pokrenut trostranim gradskim ratom između rivalnih kraljica Ashe, Sejuani, I Lissandre. Grad Bandle je miroljubiiv domen yordlova, malih humanoidnih bića jedinstvenih u LoLu. Ionia je ostrvo sa raznim temama, uključujući muzikom monasima i nindzama. Bilgewater je luka/grad sa piratskom temom. Senka Isles je lanac ostrva koji je korumpiran magijom, i postao je progonjen malignom silom zvanom “Crna Magla” koja srče zivot i daje moć zombijima. Targon je drevni vrh planine sa grčko mitološkom temom. Shurima je imperija koja je propala u pustinju sa donekle egipatskom temom. Icathia je još jedno propali i napušten grad gde Void čudovišta iz druge dimenzije prelaze u Runeterra, sa Lovecraftian temom.
Od trenutnih mapa, Samoners Rift (eng. Summoner's Rift) je smešten kod Instituta Rata od strane originalne Lige priče; Twisted Treeline je smešten u Senci Isles; i Howling Abyss mapa je mapa smeštena u Frejlordu.

## Razvoj
Programer igrice Riot Games je osnovan od strane Brandon "Ryze" Beka i Marka "Tryndamere" Merila, koji su bili cimeri dok su pohađali Univerzitet Južne Kalifornije. Oni su stupili u partnerstvo sa Stev "Guinsoo" Fik, pređašnjim dizajnerom popularne igre Warcraft III: The Frozen Throne custom mape Defense of the Ancients, i Stiv "Pendragon" Meskon, administratorom pređašnje oficijelne baze podrške za mapu da bi napravili LoL.
Koristeći originalnu inspiraciju Dote 1998 mod za StarCraft stvorili su zajednice Aeon64 pod nazivom "Aeon of Strife"(Eon razdora). Nakon puštanja Warcraft III: Reign of Chaos i kasnije World Editor u 2002, DotA je napravljena od drugog modera, Eula. On je podržao I proširio "Aeon of Strife" mod sa novim engine-om I nazvao ga "Defense of the Ancients". Guinsoo je napravio DotA Allstars interesantnijom dodajući svoj miks sadržaja, znatno povećavajući broj heroja recepta i item-a i takođe je uneo razne promene stila igre. Guinsoo je predao šestu verziju mape novom developeru, IceFrog formiran od Riot Games-a.
Ideja spiritualnog naslednika Defense of the Ancients je bila da će ta igra biti samostalna sa svojim engine-om, umesto da bude samo mod kao što je Warcraft III, ta ideja je počela da se materijalizuje krajem 2005. LoL je rođen "kada je nekolicina članova društva DotA pomislila da je stil igre tako svež i inovativan da je zaslužila novi žanr igrice i da postane samostalna profesionalna igra sa znatno pojačanim svojstvima i uslugama oko igre".
Riot Games je zvanično otvorio kancelariju u Septembru 2006, i, od 2013, ima preko 1,000 ljudi koji rade na LoLu. Po Marc Merrillu, dok je pravio razne heroje igrici, umesto da ostavi dizajn heroja samo nekolicini ljudi, odlučio je da otvori proces pravljenja heroja svima u kompaniji zasnovan na templejtu gde bi mogli da glasaju koji će heroj da bude ubačen u igru.
LoL je inicijalno najavljen 7. Oktobra 2008. Bio je u zatvorenoj beti od 10. Aprila 2009 do 22. Oktobra 2009. Onda je tranzicionirao u otvorenu betu do izdanja.

## Izdanje
LoL je izdat 27. Oktobra 2009. Riot Games samoizdaje i radi nad igrom i nad svim njenim klijentnim uslugama vezanim za Severnu Ameriku. Riot Games je potpisao ugovor vezan za distribuciju LoLa u Aziji, Evropi i Severnoj Americi. Posle Jula 2013, igra je bila izdata i distribuirana u Australiji, Sjedinjenim Americkim Državama, Kanadi, Evropi, Filipinima, i Južnoj Koreji. Nije bilo javnih najava vezane za druge regione.
Igra je distribuirana u Kini od strane Tansent Ink., najveće internetskih usluga kompanije u Kini najpoznatijom po njenom QQ Instant Messaging klijentu. Igra je distribuirana Tencent-ovom rastućom bazom od 300 miliona korisnika kroz njihov vodeći QQ gejm portal. Ovaj dogovor je jedan od nekolicine partnerstva da dovedu igru proizvedenu u Americi direktno do Kine.
1. Jula 2009, Riot Games je objavio da će LoL biti besplatna igrica.[57][58] da će postojati digitalna kopija za skidanje, ali će takođe postojati Digitalna kolekcija kopija (eng. Digital Collector's Copy) koja će sadržati ekskluzivne skinove, 10 dolara kredita u RP, i 20 heroja za otključavanje bez normalnog otključavanja kroz igru i takođe 4 specijalne rune uz to. Ovo pakovanje kolekcije (eng. Collector's Pack) je trenutno dostupan za 30 dolara.[59][60] Iako je igra besplatna, Riot Gamesplanira da nastavi sa dodavanjem sadržaja uz pomoc produkcionog tima u čestim intervalima.[61]

U Evropi, Riot Games je inicijalno potpisao internacionalnu licencu partnerstva sa GOA, video igričnim odeljenjem Orandz Kontent (eng. Orange's Content) Divizije i najvećim Evropskim gaming portalom. 13. Oktobra 2009, GOA i Riot su najavili da će početi da kanališu server kroz Evropu uz pomoć "GOA" posvećenih servera. Partnerstvo nije trajalo; 10. Maja 2010, Riot Games je objavio da će oni preuzeti nadležnost za distribuciju i operativnost igrice u Evropi. Da bi to učinili, Riot Games je uspostavio Evropski HQ u Dablinu.
1. Jula 2010, Riot Games je objavio da će Garena izdati igricu u Južnoistočnoj Aziji.[65] Dodatno, Jugoistični Azijski igrači su dobili mogućnost da prebace naloge da bi uvezli svoj napredak u Severno Američkim i Evropskim serverima u Jugooistočni Azijski server. Od tada igrica je bila distribuirana kroz Garenu u Taiwan takođe.[66]

U Martu 2013, Riot Games je izdao beta verziju OS X klijenta kao dodatak njihovom Windows klijentu. Mac klijent je od tada izbačen iz bete i OS X / macOs igrači su dobili potpun pristup Ligi.
Riot se od tada proširio u mnogo država, nakon inicijalne Severne Amerike / Koreje / Gareninog Jugoistočnog Azijskog lansiranja. U 2012, dodati su Brazilski i Turski serveri; u 2013, Latino Američki i Ruski serveri; i beta verzija Japanskog servera koji je lansiran u 2016.

## Recepcija

### Popularna recepcija
U izdanju izdatom u Novembru 2011, Riot Games je izjavio da je LoL stekao 32,5 miliona igrača, 11,5 miliona koji igraju mesečno, 4,2 miliona koji igraju dnevno. Riot je rekao u Oktobru 2013, da je igra imala 12 miliona dnevno aktivnih igrača i 32 miliona mesečno aktivnih igrača. U Januaru 2014, igra je imala 27 miliona dnevno aktivnih igrača, 7,5 miliona konkurentnih igrača u vremenu vrhunca igranja, i 67 miliona mesečno aktivnih igrača. Globalni konkurentni onlajn korisnici su došli do vrhunca od 5 miliona igrača u Martu 2013.
Do Marta 2012, LoL je postao najigranija igra u korejskim internet igraonicama. Liga postaje sve popularniji u Koreji; ostala je najpopularnija igra do sredine 2016, gde ga je nasledio Overwatch. U Julu 2012, Xfire je objavio izveštaj gde govori da je LoL najigranija PC igra u Severnoj Americi i Evropi, sa 1,3 milijarde zabeleženih sati od strane igrača u tim regijama između jula 2011-e i juna 2012-e. LoL je takođe veoma popularan u Filipinima, i, od Jula 2013, je druga najigranija igra u internet igraonicama posle DOTE (Defense of the Ancients). U Tajvanu, procenjeno je oko 5 posto cele populacije da igra igru, sa skoro milion igrača prijavljenih na serveru.

### Kritična recepcija
LoL je primio generalno pozitivne utiske, i drži Metacritic skor od 78/100.
IGN je prvobitno nagradio LoL 8.0 od 10 u 2009, naznačivši prijatan dizajn igre, domišljate dizajne heroja i dobre modifikacione in-game opcije sa takođe živopisnim vizualnim efektima. Međutim, igrino zbunjujuće lansiranje je bilo kritikovano, ostavilo je osećaj da je naslov izdat prerano, sa nekim neprisutnim osobinama i sa nekim koje je trebalo izbaciti. Konačno, kritičar je dodao da igrači visokog kalibra imaju malo strpljenja za novajlije, ali je isto tako verovao da će mečmejking (eng. Matchmaking) (koji nije bio implementiran od početka) rešiti probleme i parirati igrače sličnog znanja.
Lih B. Dzekson (eng. Leah B. Jackson) iz IGN je obnovio pregled igre u 2014, promenivši "IGN" skor 8.0 u 9.2. Jackson je istakao da je igrica primer izvanrednosti, hvalivši raznolikost heroja, progresivni nagradni sistem, i brži ali strateško intenzivniji tok igre.
U poređenjem sa srodnim MOBA igrama Heroes of Newerth i Dota 2, Mike Minotti iz Venture Beata smatra LoL kao najlakšim za naučiti i kao igru sa najbržim tokom od tri, dok ostale dve sadrže komplikovanije mehanike igre i smatraju se bližom originalnoj Doti.
U 2015, igrica je bila postavljena na 15. mesto USgamer's "15 najboljih igrica od 2000 listi".

### Nagrade i Nominacije
| Datum             | Nagrade                                | Kategorija                                                                                     | Rezultati |
| ----------------- | -------------------------------------- | ---------------------------------------------------------------------------------------------- | --------- |
| 14. Decembar 2009 | IGN Najbolja strateška PC igra 2009    | Izbor čitalaca                                                                                 | Pobednik  |
| 21. Decembar 2009 | Gejm spaj izbor igračkih nagrada 2009  | PC Izbor igrača                                                                                | Pobednik  |
| 8. Oktobar 2010   | Prvi Programerski onlajn izbor nagrada | Najbolja onlajn tehnologija, Vizuelna umetnost, Dizajn igre, Nove onlajn igre, Nagrada publike | Pobednik  |
| 29. Oktobar 2010  | Nagrada Zlatnog Džojstika              | Onlajn igra godine                                                                             | Pobednik  |
| 21. Oktobar 2011  | Nagrada Zlatnog Džojstika              | Najbolja besplatna igra                                                                        | Pobednik  |
| 3. Decembar 2015  | Nagrada igre                           | eSports nagrada igra godine                                                                    | Nominovan |

## Profesionalna takmičenja
LoL je jedan od najvećih eSports igara, sa raznim godišnjim turnirima koji se igraju širom sveta. U smislu eSports profesionalnog gejminga od Juna 2016, LoL je imao 29,203,916 dolara u nagradnim fondovima, 4,083 igrača, i 1,718 turnira, u poređenju sa Dota 2'om koja je imala 64,397,286 dolara u nagradnim fondovima, 1,495 igrača, and 613 turnira.

### Svetsko prvenstvo
Svetsko prvenstvo prve sezone je održano u DreamHack u Švedskoj, u Junu 2011 i imalo 100,000 dolara u nagradnom fondu. Evropski tim Fnatic je porazio timove iz Evrope, SAD, i jugooistočne Azije da bi pobedio na turniru i osvojio 50,000 dolara. Preko 1,6 miliona gledalaca posmatralo je događaj preko interneta, sa vrhuncem od 210,000 gledaoca u jednom polufinalnom meču. Posle sezone 1, Riot je najavio da će 5,000,000 dolara biti u nagradnom fondu sledeće sezone. Od ove svote, 2 miliona je išlo Riot partnerima, uključujući IPL i ostale velike eSports udruženja. druga 2 miliona igračima, a ostatak organizatorima i domaćinu LoLa turnira.
Posle serije internet problema kroz prenos Playoff-a u drugoj sezoni koji je doveo da odloženih mečeva, Riot je otkrio 13. Oktobra 2012-e da je specijalni LAN - orijentisan klijent izrađen da bi u turnirskim situacijama izbegli efekte laga i drugih internet problema. LAN klijent je izbačen prvi put tokom prvog četvrtfinalnog i polufinalnog meča, i ubačen u finalu. 13. Oktobra 2012, Taipei Assassins (TPA) iz Tajvana je triumfovao nad Azubu Frost iz južne Koreje u finalima Svetskog prvenstva druge sezone i sa skorom tri naprema jedan, osvojio milion dolara nagrade.
U Oktobru 2013, Korejski tim SK Telecom T1(SKT) i Kineski tim Royal klub su se takmičili u trećesezonskom Svetskom prvenstvu u Staples Center u Los Anđelesu. SKT je osvojio veliku nagradu od milion dolara, dok je Royal klub osvojio 250.000 dolara.
1. Jula 2013, Riot Games je najavio da Američka udruženja za imigraciju i državljanstvo prepoznaje LoL igrače kao profesionalne atlete i da bi P visa proces bio prostiji za njih.[107] Ove promene su dozvolile profesionalnim igračima da ostanu u SAD do 5 godina.[108] Nasuprot ovim reformama, i dalje su postojale mnoge prilike gde su igrači imali probleme sa sticanjem vize za LCS i ostala LoL takmičenja unutar SAD.[109][110]

Silversmith Thomas Lyte je dobio zadatak da izradi trofej za svetsko prvenstvo 2014 nakon sto je već napravio dva trofeja u 2012-oj. Riot games, koji poseduje LoL, izdao je da trofej treba da bude 30 kilograma težak. Međutim, nakon toga težina je smanjena jer je bio pretežak za dizanja u pobedi.
Turnir u 2013 je imao nagradni fond od milion dolara i primamio je gledalište od 32 miliona onlajn gledalaca. 2014 i 2015 turniri su imali jedne od najvećih nagradnih fondova u istoriji eSports, od 2,3 miliona dolara. 2016 Svetsko prvenstvo nagrada je bila 5 miliona, sa preko 2 miliona koja su išla pobednicima turnira. U Oktobru 2015, SKT je pobedio Korejski tim KOO Tigrovi sa skorom tri naprema jedan u "best of 5" finalima u Berlinu, Nemačka. SKT je ponovio pobedu u Oktobru 2016, pobedivši Korejski tim Samsung Galaxy(SSG) tri naprema dva u šestom Svetskom prvenstvu. Nagradni fond 2016 je bio upečatljiv po tome što su obožavatelji doprinosili njemu.

### Championship Series
7. Februara 2013, Riot Games je napravio LoL Championship Series (LCS) u Evropi i Severnoj Americi. Ovo je sistem lige gde se 10 timova takmiči da ostane u njoj. Sezona se sadrži iz dva podeljka, gde svaki podeljak ima svoj playoff. Najbolja 3 tima iz svakog kontinenta dobijaju pozivnicu za Svetsko prvenstvo. Ekvivalentne lige postoje nezavisno od Riot-a u drugim regijama, kao što je League of Legends Pro League (LPL) u Kini i League of Legends Champions Korea (LCK) u Koreji.

## Spoljašnje veze
- Zvanični veb-sajt